# Aeropedellus gaolanshanensis
Aeropedellus gaolanshanensis är en insektsart som beskrevs av Zheng, Z. 1986. Aeropedellus gaolanshanensis ingår i släktet Aeropedellus och familjen gräshoppor. Inga underarter finns listade i Catalogue of Life.